# Pirocroite
La pirocroite è un minerale di manganese appartenente al gruppo della brucite.

## Etimologia
Prende il suo nome dal fatto che cambia colore se sottoposta alla fiamma.

## Origine e giacitura
Minerale secondario, derivante da alterazione della hausmannite.